# 니카촌
니카촌(仁ヶ村)은 니가타현 니시칸바라군에 설치되었던 촌이다.